# Фетешть-Гаре
Фетешть-Гаре, Фетешті-Гаре (рум. Fetești-Gară) — село у повіті Яломіца в Румунії. Адміністративно підпорядковане місту Фетешть.
Село розташоване на відстані 137 км на схід від Бухареста, 39 км на південний схід від Слобозії, 70 км на північний захід від Констанци, 113 км на південь від Галаца.

## Населення
За даними перепису населення 2002 року у селі проживали 21 884 особи.
Національний склад населення села:
| Національність   | Кількість осіб | Відсоток |
| ---------------- | -------------- | -------- |
| румуни           | 21412          | 97,8%    |
| цигани           | 397            | 1,8%     |
| росіяни-липовани | 45             | 0,2%     |
| угорці           | 11             | 0,1%     |
| німці            | 7              | < 0,1%   |
| татари           | 5              | < 0,1%   |

Рідною мовою назвали:
| Мова      | Кількість осіб | Відсоток |
| --------- | -------------- | -------- |
| румунська | 21522          | 98,3%    |
| циганська | 320            | 1,5%     |
| російська | 23             | 0,1%     |
| угорська  | 9              | < 0,1%   |
| німецька  | 5              | < 0,1%   |